# Creaks
Creaks est un jeu vidéo de plates-formes et de réflexion développé et édité par Amanita Design. Conçu par Radim Jurda et mis en musique par Hidden Orchestra, il s'agit du premier jeu majeur du studio qui n'est pas un point and click. Il a été annoncé le 9 octobre 2018 et est sorti le 22 juillet 2020.

## Synopsis
Surpris par un séisme qui révèle un passage derrière le papier peint de son appartement, un jeune homme s’y faufile. S’aventurant sous terre, il y découvre une faramineuse citadelle labyrinthique. Mais loin de son âge d’or peuplée d’oiseaux anthropomorphiques, la cité est désormais surtout infestée de créatures robotiques souvent mortelles. Pire encore, ce petit monde souterrain affronte maintenant une très grande menace.

## Système de jeu
Creaks est un jeu de plates-formes et de réflexion qui se concentre sur la résolution d'énigmes. Le joueur contrôle un personnage qui s’aventure à travers une cité souterraine abritant divers monstres robotiques. Progressant de salle en salle, le joueur doit résoudre des casse-têtes qui mettent en jeu les comportements intrinsèques de chaque différente créature, chacune se déplaçant différemment et pour différentes raisons. Toutes se transformant aussi en meubles immobiles au contact de la lumière, une grande partie du travail de résolution se fait via l’allumage et l’extinction de luminaires. D’autres mécanismes sont établis tout au long de la partie. Le but recherché de chaque énigme est de donner au personnage l’accès au tableau suivant, et ainsi de suite. Le jeu est également ponctué de peintures encadrées aux murs qui font office de mini-jeux d’arcade, et de cinématiques développant la trame de l’histoire.